# 瑞浪市立瑞浪中学校
瑞浪市立瑞浪中学校（みずなみしりつ みずなみちゅうがっこう）は、岐阜県瑞浪市土岐町にある公立中学校。

## 沿革
1947年（昭和22年）に瑞浪市立瑞浪小学校の余剰教室を用いて開校。1956年（昭和31年）に校舎が建設される。

## 相談室
1階に保健室の隣に相談室がある。朝9時から15時まで開いている。

## 別室登校
2階に職員室の隣の別室登校。別室で登校するための部屋。朝9時から昼15時まで開いている。

## 校内フリースクール
大人数の生徒が嫌、集団についていけない生徒が2階に2年生の教室の隣に導入する。授業時間は9:00～13:30。

## 部活動

### 運動部
- 野球部
- ソフトボール部（女子のみ）
- バスケットボール部
- バレーボール部（女子のみ）
- ソフトテニス部
- 卓球部
- 剣道部
- 陸上部
- 柔道部

### 文化部
- 吹奏楽部
- 文化部

## 交通
- JR東海中央本線 瑞浪駅より徒歩20分

## 不祥事

### いじめ自殺事件
2006年（平成18年）10月23日に、中学2年の女子生徒がバスケットボールのクラブ活動などでいじめを受けていたことやそれを行っていた女子生徒4人の名前を遺書に書き残して自殺する事件が発生した。少女の親は自殺の数日前にいじめについて学校に相談していたが、事件後の会見で学校側は「いじめはなかった」と説明していた。 その後、両親の依頼による学校側の再調査の結果、いじめがあったことを認めて校長は謝罪し（遺族によりビデオ録画された）、瑞浪市ホームページに「お詫び文章」が市長名で掲載された。その後「意識がもうろうとしていじめを認めてしまった」と校長は前言を撤回している。
事件から3年後の2009年（平成21年）10月23日、両親が遺書に名指しされた女子生徒4人とその保護者を相手取り4千万円の損害賠償訴訟を起こした。両親は事件から3年経過し女子生徒4人とその保護者の対応が2008年（平成20年）以降無くなり、罪の意識を感じていないと憤り民事上の時効が切れる前に訴えたという。なお、提訴することについて女子生徒4人に対し文書で通告したが、3人からは連絡が無かったという。また、両親は川端達夫文部科学大臣（当時）に対し「人の心を傷つけ死に追いやるいじめを刑事罰化すべき」と請願書を送った。なお、このいじめ自殺事件の対応の不手際から教育長が引責辞任した。2011年11月30日に岐阜地裁は、「（生徒の保護者が）いじめを推認させているとする事実は無かった」として、原告の両親の訴えを棄却。その後、両親は控訴したが、2014年に最高裁判所第2小法廷（山本庸幸裁判長）は上告を退ける決定をし、原告側の敗訴が確定した。